# Евксиноградско пристанище
Вижте пояснителната страница за други значения на Евксиноград.
Евксиноградско пристанище е малко пристанище в Евксиноградския залив, в близост до двореца „Евксиноград“.
Строителството му започва през 1903 г. с предложение на Безименно акционерно дружество за направата на 60-метров вълнолом. През 1907 г. вълноломът е увеличен на 120 m. Пристанището е завършено през 1910 г. По-късно дължината на вълнолом е увеличена до 190 m. Той е изграден от естествени каменни блокове. Външната му страна е облицована с каменни блокове с дебелина 1,80 m. Брегът на залива се регулира с подпорна стена, издигната на 2,20 m височина. Пространството между стената и брега е засипано и изравнено. Подпорната стена е изградена през 1906 г.
През 1928 г. е издигнат Евксиноградският фар. Той е с височина 15,9 m. До 1947 г. излъчва бяла светлина, а след това – червена. Височината на светлината от средното морско равнище е 18,5 m, а видимостта ѝ в ясно време е 6 морски мили.